# Feldegg-sólyom

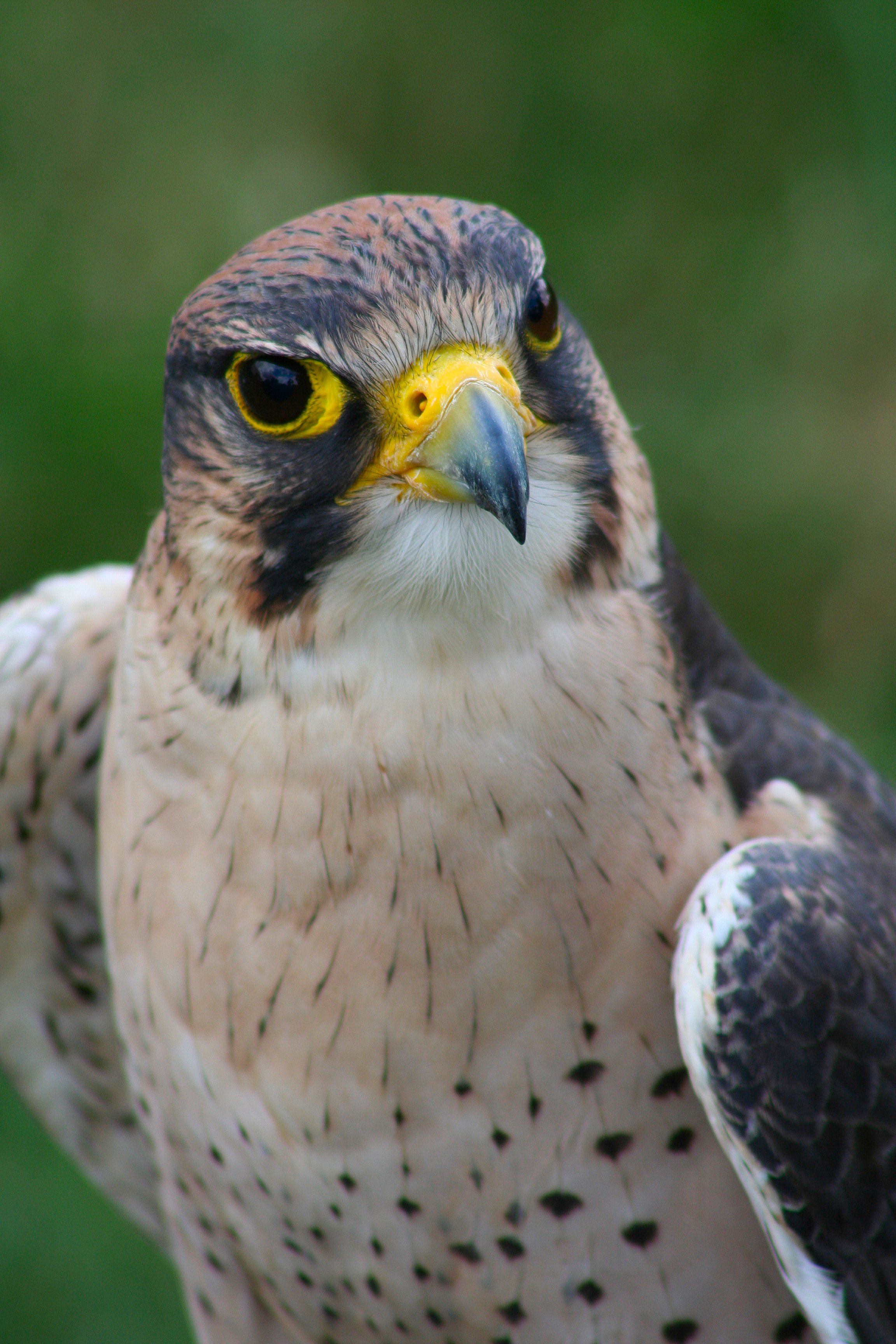
Portré

A Feldegg-sólyom (Falco biarmicus) a madarak osztályának sólyomalakúak (Falconiformes) rendjéhez, azon belül  a sólyomfélék (Falconidae) családjához tartozó faj.

## Előfordulása
Európában, az Arab-félszigeten és  Afrikában honos. Általában sivatagok és füves puszták lakója, de nyílt erdőkben is előfordul.

## Alfajai

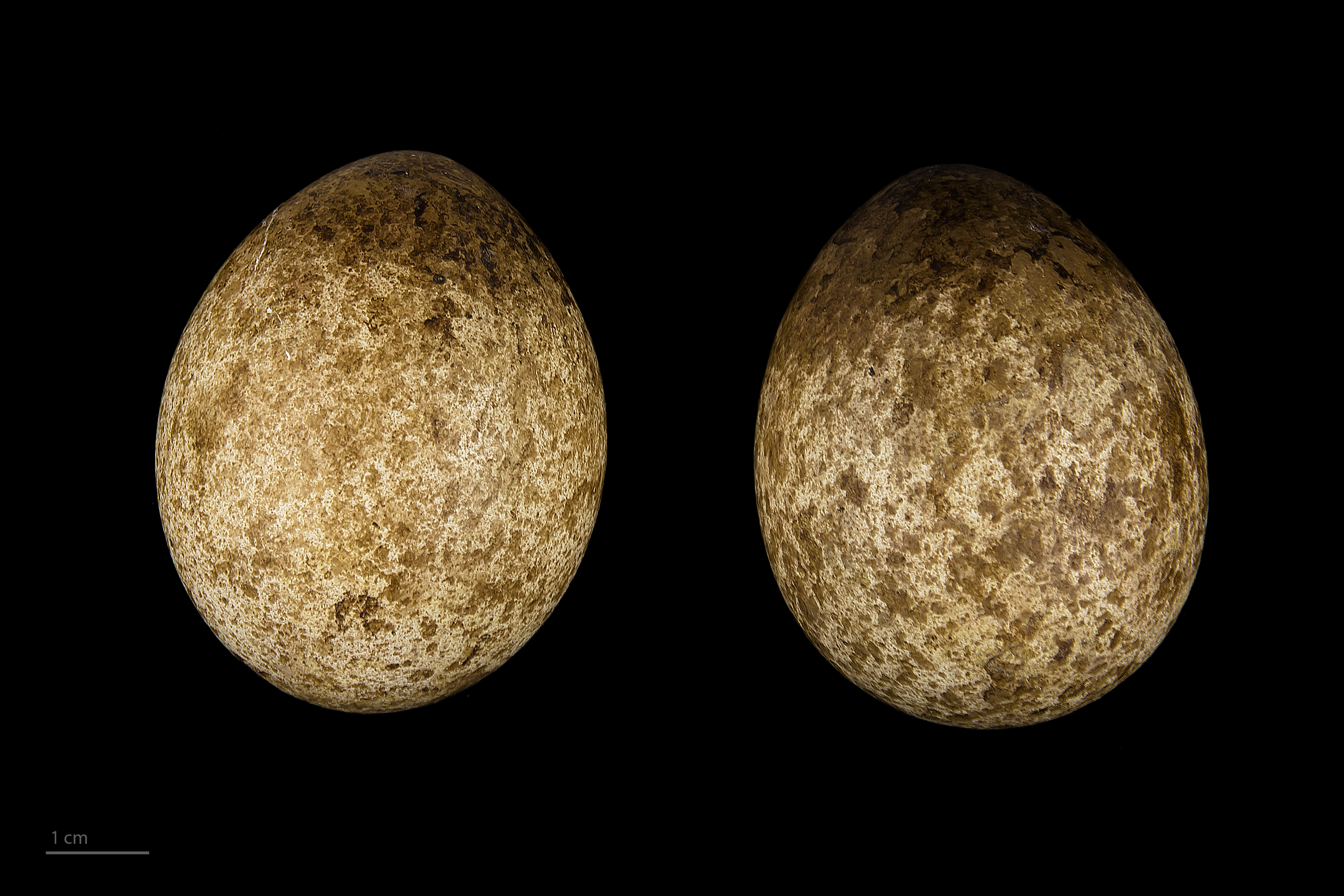
Falco biarmicus erlangeri

- Falco biarmicus abyssinicus
- Falco biarmicus biarmicus
- Falco biarmicus erlangeri
- Falco biarmicus feldeggii
- Falco biarmicus tanypterus

## Megjelenése
Testhossza 43–50 centiméter, szárnyfesztávolsága 95–105 centiméter. Arcrészén két lelógó bajuszszerű sötétfolt van. Háta barna, hasi része világos, sötétebb foltokkal. Csüdje tollas, farka hegyes és hosszú.

## Életmódja
A levegőben vadásznak  madarakra, denevérekre és szárnyas termeszekre, de megfogják a patkányt és gyíkokat is.

## Szaporodása
Sziklahasadékokban és elhagyott madár fészekben költ. Fészekalja 3-4 tojásból áll.